# Милиция (ополчение)

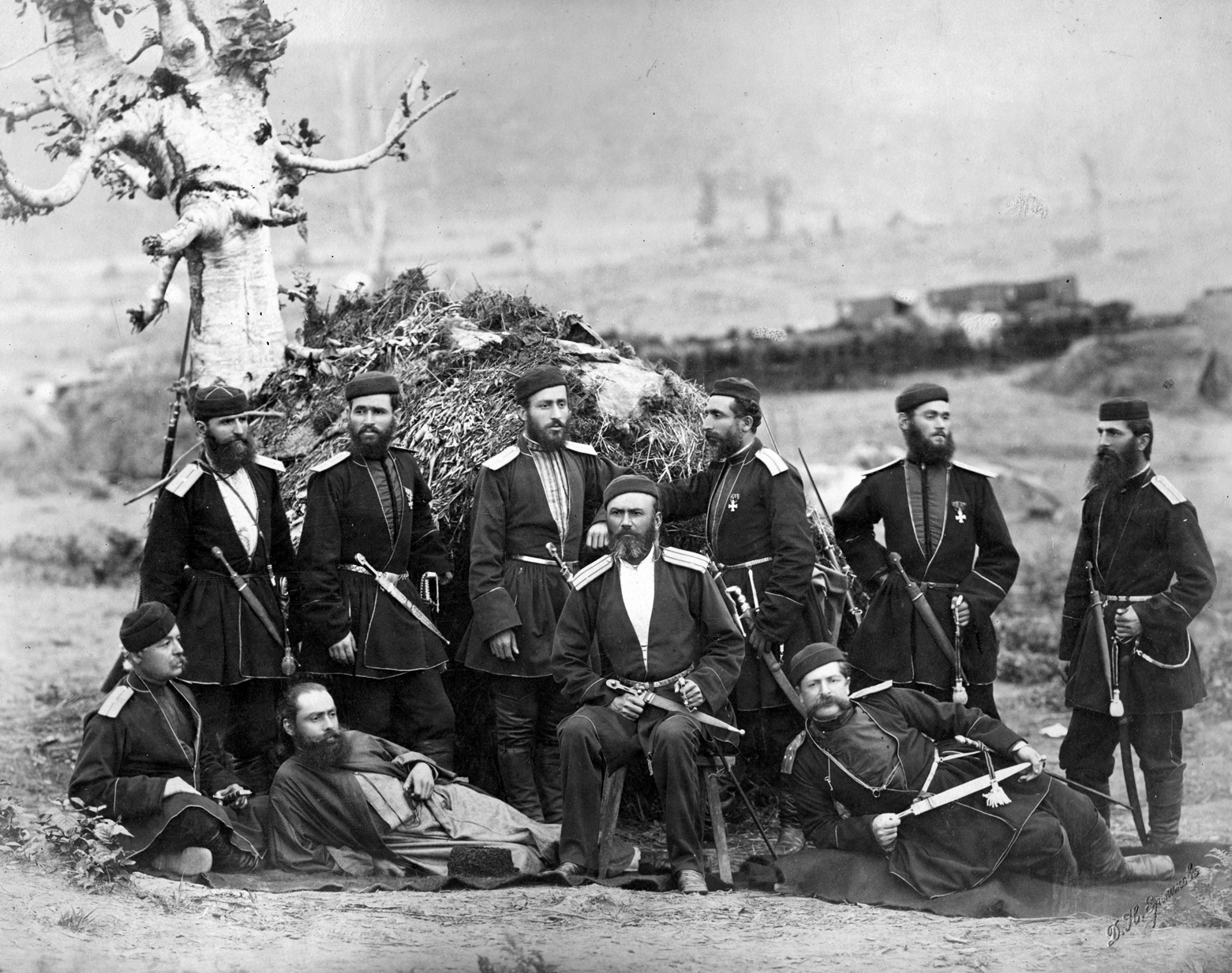
Командиры сотен Батумской дружины Грузинской милиции, Русско-Турецкая война, 1878 год

Мили́ция (от лат. militia — военная служба, воинство, войско, а также военная кампания, поход (из лат. miles — воин, miletes — воины от латинского же mille — тысяча, буквально тысячник, член тысячи, легионер); производный глагол лат. milito — быть солдатом, пехотинцем. Того же корня милитаризм) — нерегулярные отряды вооружённых граждан, создаваемые только на время войны, гражданское ополчение.

## История
Латинский термин «militia» первоначально обозначал службу солдата-пехотинца (лат. miles).
Со времени учреждения постоянных армий милицией стали называть особый тип армии, которая формируется только на время войны, и таким образом является разновидностью ополчения. В мирное время кадрового состава для образования милиции или не содержится вовсе, или кадры содержат в очень небольшом количестве. В последнем случае организованная на таких принципах армия называется милиционной армией. Воинские части такой армии в мирное время состоят только из учётного аппарата и немногочисленных кадров командного состава. Весь переменный рядовой личный состав и часть командного личного состава приписываются к воинским частям, расположенным в районе их места жительства и отбывают военную службу путём прохождения кратковременных учебных сборов.
К числу стран, в которых есть милиционные формирования, относятся Соединённые Штаты Америки (смотри статью Национальная гвардия США). К числу стран, в которых все вооружённые силы организованы по милиционному принципу, относится Швейцария (см. Вооруженные силы Швейцарии).

### Великобритания
Милиция — территориальные войска в британской армии. Милиция не выводилась из пределов Великобритании, созывалась лишь на время войны в прибрежных графствах для обороны страны от вторжения неприятеля. В средние века, во время гражданских смут, сыграла важную роль в обороне городов, особенно, в истории Лондона. К середине XVIII века потеряла значение, превратившись в немногочисленный вспомогательный придаток к регулярной армии. В 1757 году она была реорганизована: хотя служба в милиции, по закону, все ещё оставалась обязательной для всех граждан (в своё время даже такому «мирному» человеку, как Сэмюэл Джонсон, пришлось в ней служить), набор в неё производился жеребьевкой. Милиция созывалась обычно на два месяца в год. Офицерский состав милиции пополнялся из дворян графства. Во время войны с Францией (1793—1815 годы) милиция в Англии неоднократно созывалась и приводилась в боевую готовность на случай высадки французских войск. В 1815 году она была практически распущена, а в 1852 году реорганизована на добровольческих (волонтёрских началах).

### Испания
В XVIII веке в связи с возрастанием уровня пиратства в бассейне Карибского моря власти Испании начали реорганизацию структуры и увеличение численности армии в этом регионе. В ходе начатой в 1764 году военной реформы Куба стала первой из испанских колоний в Америке, где началось формирование милиционных подразделений колониальных войск, в которых было разрешено служить местным уроженцам из числа креолов и метисов.

### Россия

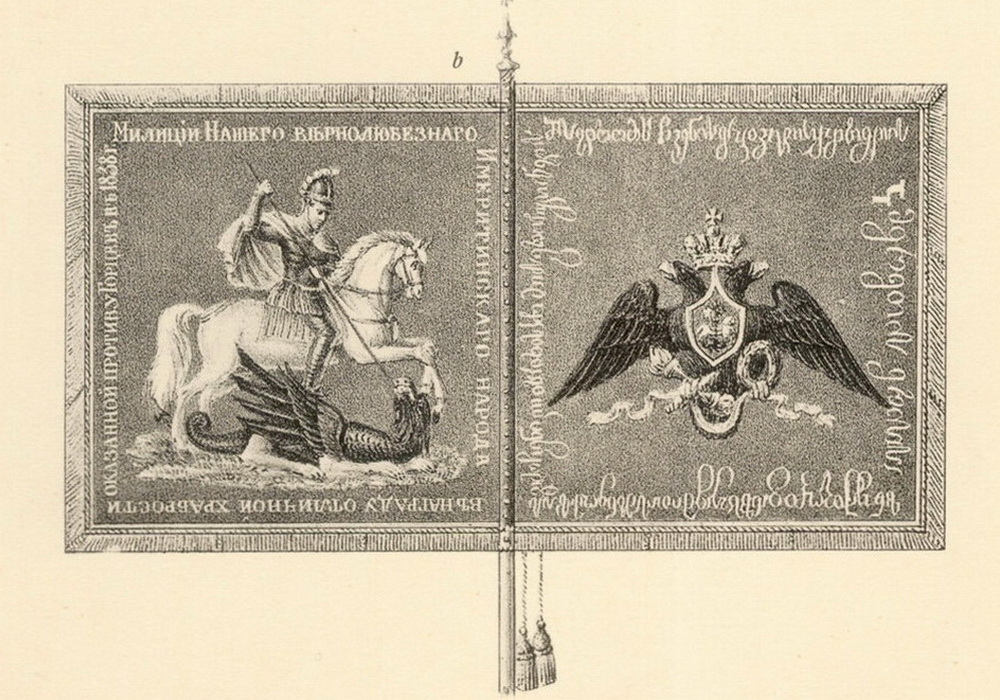
Пожалованное (наградное) знамя Имеретинской милиции

С 1709 года упоминается ландмилиция в России. В 1713 году поселённые полки на засечных линиях реорганизованы, и называются впредь ландмилицией (земской милицией, милицией), пример: Украинский корпус, Закамская ландмилиция, и так далее.
В конце 1806 года, во время русско-прусско-французской войны 1806—1807 годов, после неудач в войне с Наполеоном и в связи с угрозой вторжения наполеоновских войск в пределы Российской империи в стране было сформировано ополчение (земское войско, ополченное войско), которое называлось земской милицией. Её численность составляла около 612 тысяч человек. Набиралась милиция из государственных и помещичьих крестьян, офицеры — из дворян. Через год, после заключения Тильзитского мира, она была распущена.
Кавказской постоянной милицией в конце XIX — начале XX веков назывались небольшие (от 170 до 800 человек) части иррегулярных постоянных войск на Кавказе и в Закаспийской области. Формировалась эта милиция на добровольческой основе из населения некоторых народностей, не обязанных военной службой (в чём и состояло её главное отличие от регулярных и казачьих войск). Части милиции имели форменную национальную одежду и национальное оружие.
Предназначалась она преимущественно для несения местной (полицейской и конвойной) службы. Её состав:
| Часть                                | Состав                                    |
| ------------------------------------ | ----------------------------------------- |
| Дагестанский конно-иррегулярный полк | 6 сотен; 21 офицер и 779 нижних чинов     |
| Терская постоянная милиция           | 9 сотен; 18 офицеров и 1 026 нижних чинов |
| Кубанская постоянная милиция         |                                           |
| Дагестанская милиция                 | 3 сотни, 9 офицеров и 549 нижних чинов    |
| Карская милиция                      | 3 сотни; 6 офицеров и 318 нижних чинов    |
| Батумская милиция                    | одна конная и две пешие сотни; 6 офиц     |
| Земская стража сухумского отдела     | 10 урядников и 160 всадников              |

После Февральской революции термин «милиция» в России существенно изменил своё значение в связи с учреждением новой правоохранительной службы — советской милиции.
В РККА территориально-милиционная система в сочетании с кадровой системой применялась в 1920-х — 1930-х годах.

Каждый стрелковый полк получил свой территориальный район, из ресурсов которого к полку приписывали военнообязанных переменного состава из пяти наиболее молодых возрастов. Спецчасти, а также отдельные подразделения укомплектовывались из всего дивизионного района путем персонального отбора и приписки военнообязанных через уездные военкоматы. Для руководства работой уездвоенкоматов при дивизии создали территориальное управление. Каждый батальон в полку и рота в батальоне, в свою очередь, имели собственные районы комплектования. Командный и политический состав этих подразделений нес ответственность за мобилизационную готовность и военную подготовку приписанных к ним военнослужащих.
Приписной состав территориальных частей проходил военную подготовку на учебных сборах. В год призыва военнообязанные усваивали курс допризывного обучения по военной, политической и физической подготовке. Учеба шла в местных районах в специальных пунктах, оборудованных заботами командования полка, батальонов, рот, а также местных партийных, советских и общественных организаций. К началу обучения (как правило, в зимний период) командный состав подразделений прибывал в районы. Туда же из полка направлялись все необходимое боевое и учебное оружие, приборы и пособия. Будущие призывники считались военнослужащими, размещались казарменно в общежитиях, подчинялись всем требованиям воинских уставов.
В первый год службы молодые призывники привлекались для прохождения трехмесячного (май — июль) сбора, а каждый год из последующих четырех — на осенние месячные общие сборы всего переменного состава, приписанного к полку. На время сборов территориальные части получали полностью все, что полагалось им по штатам военного времени: оружие, боевую технику, транспорт и имущество. Общие сборы приписного состава, как правило, заканчивались дивизионными учениями или участием дивизий на корпусных либо окружных маневрах. Общая продолжительность обучения рядового состава в стрелковом полку, не считая трехнедельного срока допризывной подготовки, составляла, таким образом, около семи месяцев.
— А. М. Василевский, «Дело всей жизни»